# Horácio Costa
José Horácio de Almeida Nascimento Costa (São Paulo, 1954) é um poeta, tradutor, professor e  ensaísta brasileiro.

## Carreira
Formou-se em Arquitetura e Urbanismo pela Universidade de São Paulo em 1978. Estudou, a partir de 1981, na Universidade de Nova Iorque, no Departamento de Espanhol-Português e doutorou-se, em 1986, na Universidade de Yale, em New Haven, com uma dissertação sobre José Saramago: do Neo-Realismo à Intertextualidade. 

Foi professor na Universidad Nacional Autónoma de México (UNAM); hoje, leciona Literatura Portuguesa na Universidade de São Paulo (USP).

## Obras
Livros de poesia publicados no Brasil
- 28 poemas / 6 contos (ed. do autor, 1981).
- Satori (Iluminuras, 1989).
- O Livro dos fracta (Iluminuras, 1990).
- The Very Short Stories (Iluminuras, 1991).
- O Menino e o Travesseiro (Geração, 1993).
- Quadragésimo (Ateliê Editorial, 1999).
- Fracta: antologia poética. seleção de Haroldo de Campos (Perspectiva, 2004).
- Paulistanas / Homoeróticas (Lumme editor, 2007).
- Ravenalas (Selo Demônio Negro, 2008).
- Ciclópico olho (Selo Demônio Negro, 2011).
- Bernini (Selo Demônio Negro, 2013).
- 11/12 onze duodécimos (Lumme editor, 2014).
- A hora e a vez de Candy Darling (Martelo, 2016).

É autor também do volume de ensaios Mar Abierto (1999) e de antologias com traduções de poetas latino-americanos como Gorostiza e Octavio Paz.